# Songs of Conquest
Songs of Conquest — компьютерная игра в жанре пошаговой стратегии, вышедшая в ранний доступ 10 мая 2022 года для платформ Windows и macOS. Игру разработала и поддерживает студия Lavapotion, издателем выступает шведская компания Coffee Stain Publishing. Сеттинг вдохновлён классическими стратегиями 90-х гг. прошлого века, прежде всего Heroes of Might and Magic III. Игрокам предложено выбирать сторону из четырёх уникальных фракций, расширять собственные владения и вести сражения, управляя могущественными магами, которые в игровом мире зовутся «магистрами» (Wielders). Игра вышла из раннего доступа 20 мая 2024 года; 12 ноября 2024 года была портирована на Playstation 5 и Xbox Series X/S, а 17 июня — на Nintendo Switch.

## Игровой процесс

Скриншот стратегического режима игры.

Игра представляет из себя гибрид жанров TBS и action-adventure. Стратегическая часть игры включает в себя управление королевством, вербовку героев («магистров») и юнитов, строительство и улучшение зданий, а также пошаговые боевые столкновения. Приключенческая часть характеризуется уникальным фэнтези-сюжетом и игровым миром, визуально представленным в стиле пиксельной графики, выполненной частично в 2D, вместе с 3D-окружением, а также объёмным освещением. Игроку предлагается принять сторону одной из четырёх игровых фракций, каждая из которых обладает своими особенностями: Арлеон (распавшаяся Империя людей), Бария (отделившиеся от Империи ремесленники-торговцы), Рана (болотные обитатели) и Баронство Лот (отколовшиеся от Империи сектанты и нежить).

## Разработка
С 2019 по май 2021 года шведская команда разработчиков Lavapotion получила более 20 000 запросов на регистрацию в закрытом альфа-тестировании Songs of Conquest. Команда поддерживала прямую связь с игровой общественностью через свой Discord-сервер, дополняя его обновлениями в сообщениях блога на официальном сайте. Релиз игры изначально планировался на конец 2020 года, но, вероятно, из-за последствий пандемии COVID-19, выпуск был перенесён на 2022 год. Игру планируется распространять через площадки Steam, GOG.com и Epic Games Store.
Игра вышла в статусе раннего доступа 10 мая 2022 года. 22 сентября того же года игра получила режим «Арены», позволяющий мгновенно формировать армии для тактических сражений, а также ряд других нововведений. 
Полную версию игры предполагалось выпустить в третьем квартале 2023 года; в конечном счёте она была выпущена 20 мая 2024 года. Версия для игровых консолей Playstation 5 и Xbox Series X/S вышла 12 ноября 2024 года.
В июне 2025 года вышло дополнение Roots, добавившее в игру новую расу и связанную с ней сюжетную кампанию. Также игра была портирована на Nintendo Switch. Разработчики сообщили, что порт для Switch 2 находится в разработке.

## Отзывы и критика
| Русскоязычные издания | Русскоязычные издания |
| Издание               | Оценка                |
| --------------------- | --------------------- |
| StopGame.ru           | Изумительно           |

Реакция игровой общественности в ожидании выхода Songs of Conquest была положительной, о чём свидетельствует присуждение звания «Самой ожидаемой» в «Презентации PC Gaming Show» на ежегодной выставке индустрии видеоигр E3 2021. Вскоре после выхода игры в ранний доступ, как стартовые, так и общие продажи игры превзошли ожидания разработчиков, также популярностью стал пользоваться сетевой режим, после чего студия запланировала внедрять систему одновременных ходов и генератор случайных карт по аналогии с неофициальной модификацией для Heroes of Might and Magic III (Horn of the Abyss). Режим выбора случайных карт стал доступен в феврале 2023 года.